# チャールストン交響楽団
チャールストン交響楽団（Charleston Symphony Orchestra）は、アメリカ合衆国のサウスカロライナ州チャールストンを本拠地とするオーケストラ。

## 概要
1936年に音楽愛好家のモード・ウィンスロップ・ギボンとマーサ・ローレンス・パターソンにより創設され、同年12月28日にハイバーニアン・ホールでトニー・ハッジの指揮により初の演奏会が行われた。設立当初はドッグ・ストリート・シアターを本拠にしたが、1950年代からメニンガー・オーディトリアムに本拠を移すようになった。

## 歴代音楽監督
- トニー・ハッジ（1936年-1940年）
- J. アルバート・フレヒト（1941年-1958年）
- ドン・ミルズ（1959年-1963年）
- ルシアン・デグルート（1964年-1981年）
- デビッド・スタール（英語版）（1984年-2010年）
- ケン・ラム（2014年～2022年）

## 註
1. ↑  Morekis, Jim (2015) (英語). Moon Charleston: Including Hilton Head & the Lowcountry. Moon Travel. p. 214. ISBN 9781631210457
2. ↑  Perry, Lee Davis (2014) (英語). Insiders' Guide to Charleston: Including Mt. Pleasant, Summerville, Kiawah, and Other Islands. Insiders Guides. p. 214. ISBN 9780762796762
3. ↑  “South Carolina Buy Violins, Violas, Cellos and Basses”. 2018年1月16日時点のオリジナルよりアーカイブ。2018年1月16日閲覧。